# Liste der denkmalgeschützten Objekte in Klagenfurt am Wörthersee-Stein
Die Liste der denkmalgeschützten Objekte in Klagenfurt am Wörthersee-Stein enthält die denkmalgeschützten, unbeweglichen Objekte der Katastralgemeinde Stein der Gemeinde Klagenfurt am Wörthersee.

## Denkmäler
| Foto |                 | Denkmal                                                                             | Standort                          | Beschreibung | Metadaten |
| ---- | --------------- | ----------------------------------------------------------------------------------- | --------------------------------- | --- | --- |
| ja   | Datei hochladen | Kath. Pfarrkirche hl. Florian und ehem. Friedhof HERIS-ID: 103354 Objekt-ID: 119832 | Steiner Weg 3A Standort KG: Stein | Die Kirche ist ein barocker Bau etwa von 1765 mit westlichem Vorhallenturm mit Zwiebelhelm, vorspringenden Kapellennischen an der Nord- und Südseite und flachem dreiseitigen Chorschluss. Die einheitliche Spätrokokoeinrichtung umfasst den Hochaltar, vier Seitenaltäre und die Kanzel. | BDA-Hist.: Q1430006 Status: § 2a Stand der BDA-Liste: 2025-06-30 Name: Kath. Pfarrkirche hl. Florian und ehem. Friedhof GstNr.: .21 Pfarrkirche hl. Florian in Viktring, Klagenfurt |